# اللجنة القضائية في إندونيسيا
اللجنة القضائية في إندونيسيا هي لجنة أنشئت نتيجة التعديل الثالث لدستور إندونيسيا الذي صدقت عليه الجمعية الاستشارية الشعبية الإندونيسية في 9 نوفمبر 2001. واجب اللجنة هو مراقبة أداء القضاة، وتقديم المشورة إلى مجلس النواب بشأن التعيينات القضائية ومراجعة شكاوى المجتمع بشأن سلوك القضاة ونزاهتهم.

## التاريخ
نشأت فكرة إنشاء هيئة للنظر في القرار النهائي بشأن تعيين القضاة أو ترقيتهم أو نقلهم أو إقالتهم في عام 1968، ولكنها فشلت في إعداد الكتيب الأساسية. الضغط من أجل إنشاء هيئة لإقامة نظام قانوني صادق ونظيف وشفاف ومهني ظهر في عام 1998 بعد استقالة الرئيس سوهارتو من منصبه. في 9 نوفمبر 2001 أقر المجلس الاستشاري الشعبي خلال دورته السنوية التعديل الثالث على دستور إندونيسيا، الذي يفرض إنشاء لجنة قضائية. تمت إضافة اقتراح إنشاء اللجنة القضائية في التعديل في اللحظة الأخيرة، وفي رأي بعض المراقبين تم إنشاء اللجنة بطريقة متسرعة. في 13 أغسطس 2004 صدر القانون رقم 22 بشأن اللجنة القضائية، وفي 2 يوليو 2005 عيّن الرئيس رسميًا الأعضاء السبعة في اللجنة. أقسم الرئيس اليمين الدستورية في 2 أغسطس 2005.
منذ إنشائها في عام 2005 تم تجاهل معظم توصيات اللجنة من قبل المحكمة العليا. وقد أدى ذلك إلى نشر صحيفة جاكرتا بوست باللغة الإنجليزية ووصف المحكمة العليا بأنها مقاومة للإصلاح.

## القوة
تعمل اللجنة على "الحفاظ على شرف القضاة وكرامتهم وسلوكهم"، وكانت في السابق تتمتع بسلطة اقتراح المرشحين للمحكمة العليا. يتم تعيين الأعضاء من قبل الرئيس بموافقة مجلس النواب. بيد أن السلطة المحددة للجنة القضائية لم تتفق عليها مختلف فروع النظام القانوني في إندونيسيا. أفيد في منتصف عام 2011 على سبيل المثال أنه منذ إنشائها في عام 2005 استدعت اللجنة القضائية تسعة قضاة للتحقيق في الانتهاكات المزعومة للأخلاقيات ولكن لم يستجب أي منهم للاستدعاء. وورد أن أعضاء فروع النظام القانوني الأخرى مثل قضاة المحكمة العليا رأوا أن اللجنة القضائية تجاوزت صلاحياتها في محاولة استدعاء القضاة في بعض الحالات.
تعرضت اللجنة لضربة كبيرة لسلطتها عندما وافقت المحكمة الدستورية في أغسطس 2006 على طلب مقدم من 31 قاضيا من المحكمة العليا لإسقاط الأنشطة التي منحت اللجنة سلطة التحقيق في الانتهاكات المزعومة من قبل قضاة المحكمة العليا والمحكمة الدستورية. عقب صدور قرار المحكمة الدستورية تم الاتفاق على ضرورة توضيح صلاحيات اللجنة القضائية. في الآونة الأخيرة وخلال عام 2011 كان مجلس النواب الإندونيسي قيد النظر في مراجعة قانون اللجنة القضائية لعام 2004 والذي سيعزز سلطات اللجنة القضائية في معاقبة قضاة المحاكم العليا والمحاكم المحلية مباشرة. بموجب التغييرات المقترحة على القانون تبقى سلطة معاقبة قضاة المحكمة العليا في المحكمة العليا.
في عام 2015 تعرضت اللجنة لضربة قوية لسلطاتها عندما قضت المحكمة الدستورية لصالح المراجعة القضائية التي قدمتها جمعية القضاة الإندونيسية. زعم الاستعراض أن اختيار المرشحين لمقعد المحكمة كان خارج نطاق اختصاص اللجنة، والذي لا يشمل سوى مراقبة أداء القضاة الحاليين.